# Molly Sims
Molly Sims, née le 25 mai 1973 à Murray dans le Kentucky, est une actrice et mannequin américaine. Elle s'est fait connaitre avec le mannequinat, en posant pour Sports Illustrated à l'âge de 27 ans, puis elle a lancé sa carrière d'actrice en 2003, à l'âge de 30 ans, avec le rôle de Delinda Deline dans la série Las Vegas.

## Biographie
Née à Murray, dans le Kentucky, Molly Sims est la fille cadette de Dottie et Jim Sims. Elle a un frère aîné, Todd Sims. Après être ressortie diplômée de l'école secondaire, Sims a étudié à l'université Vanderbilt. En 1993, à l'âge de 19 ans, elle a arrêté ses études, afin de poursuivre une carrière dans le mannequinat. Lorsqu'elle était à l'université, Sims faisait partie de la fraternité Delta Delta Delta.

## Carrière
Sims est devenue l'égérie de la marque Old Navy. Durant cinq ans, elle a fait la couverture du magazine Sports Illustrated (en 2000, 2001, 2002, 2004 et 2006). Elle est également mannequin pour la marque CoverGirl, et elle est sous contrat avec l'agence de mannequinat NEXT Model Management de New York. En 2004, elle a créé sa propre ligne d'accessoires, baptisée "Grayce by Molly Sims".
En tant qu'actrice, Sims s'est fait connaitre en 2003, avec le rôle de Delinda Deline, dans la série Las Vegas - durant cinq saisons. Elle a également joué dans La Revanche des losers, Yes Man, La Panthère rose 2, et Fired Up. 
Sims est l'ambassadrice de la campagne publicitaire "Population Services International" du programme "Five & Alive", qui consiste à aider les problèmes de poids des enfants de moins de 5 ans. Elle est aussi l'ambassadrice de l'association "Operation Smile".

## Vie privée
En 2009, Molly Sims a une relation avec Aaron Eckhart. Depuis décembre 2009, Molly Sims est la compagne du producteur de cinéma  (en), récemment séparé de l'actrice Rachel Nichols. Après s'être fiancés en mai 2011, ils se sont mariés le 24 septembre 2011. Ils ont trois enfants : deux garçons, Brooks Alan né le 19 juin 2012 et Grey Douglas né le 10 janvier 2017, ainsi qu'une fille, Scarlett May née le 25 mars 2015

## Filmographie

### Films
- 2004 : Starsky et Hutch : Mrs. Feldman
- 2006 : La Revanche des losers : Liz
- 2008 : Yes Man : Stephanie
- 2009 : La Panthère rose 2 : Marguerite
- 2009 : Fired Up : Diora
- 2010 : Venus & Vegas : Angie
- 2020 : The Wrong Missy : Melissa

### Télévision
- 2000 : House of Style : Elle-même, présentatrice
- 2003 : La Quatrième Dimension : Janet Tyler (1 épisode)
- 2003-2008 : Las Vegas : Delinda Deline
- 2003-2008 : Preuve à l'appui : Delinda Deline
- 2007 : Punk'd : Stars piégées : Elle-même (1 épisode)
- 2010 : The Rachel Zoe Project : Elle-même
- 2011 : Project Accessory : Elle-même
- 2012 : Royal Pains : Grace
- 2013 : The Carrie Diaries : Vicki Donovan
- 2014 : Men at Work : Kelly